# Ingegerd
Ingegerd  è un nome proprio di persona danese, norvegese e svedese femminile.

## Varianti
- Femminili: Inger[1][2], Ingegärd (svedese)[1], Ingjerd (norvegese)
  - Ipocoristici: Inga[1]

### Varianti in altre lingue
- Islandese: Ingigerður
- Norreno: Ingigerðr[1]
- Polacco: Ingerda

## Origine e diffusione
Deriva dal nome norreno Ingigerðr, composto dal nome del dio germanico Ing combinato con il termine garðr ("recinto", "spazio chiuso" o "protezione"). Entrambi gli elementi sono ben attestati nell'onomastica norrena: il dio Ing è richiamato anche dai nomi Ingrid, Ingunn, Ingemar, Ingolf, Ingvar e Ingeborg, mentre il secondo elemento si può ritrovare in Gerd.
La forma Inger (che alcune fonti riconducono anche a Ingrid) si è originata più di recente, ed è maggiormente diffusa in Norvegia e Danimarca, ed è usata spesso in nomi composti (ad esempio "Inger-Johanne).

## Onomastico
Il nome è adespota, cioè non è portato da alcuna santa, pertanto l'onomastico ricade il 1º novembre, giorno di Ognissanti.

## Persone
- Ingegerd Olofsdotter, principessa svedese, Gran Principessa di Kiev per matrimonio

### Variante Inger

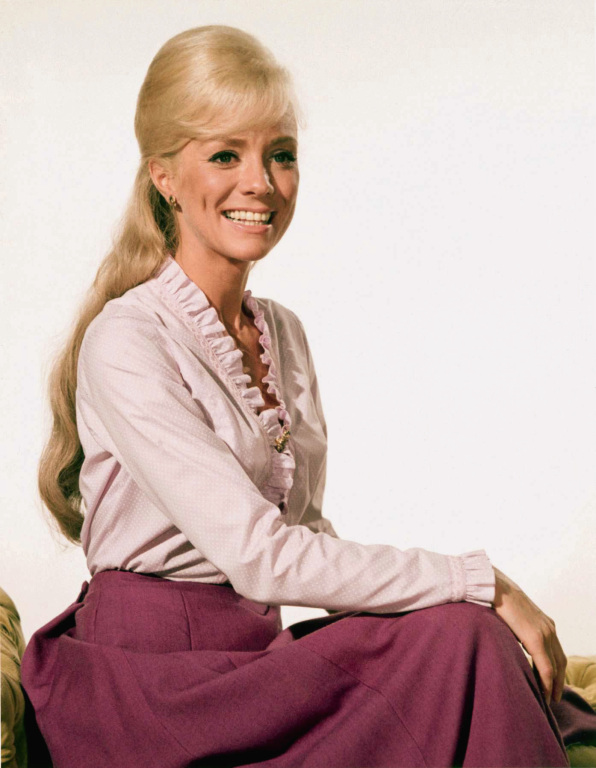
Inger Stevens

- Inger Christensen, poetessa, scrittrice e saggista danese
- Inger Hagerup, scrittrice norvegese
- Inger Jacobsen, cantante norvegese
- Inger Klingt, schermitrice danese
- Inger Miller, atleta statunitense
- Inger Nilsson, attrice e cantante svedese
- Inger Helene Nybråten, fondista norvegese
- Inger Stevens, attrice svedese naturalizzata statunitense